# Замбалов, Сергей Жалсанович
Сергей Жалсанович Замбалов (29 сентября 1964, Окинский район, Бурятская АССР, СССР — 16 августа 2020 года, Улан-Удэ, Республика Бурятия, Российская Федерация) — советский и российский борец вольного стиля, обладатель Кубка мира, призёр чемпионата мира, Европы, чемпион и призёр чемпионатов СССР и России. Заслуженный мастер спорта России, Заслуженный работник физической культуры Республики Бурятия.

## Биография
Родился 29 сентября 1964 года в Окинском районе Бурятской АССР. Выступал за ДСО Профсоюзов (Улан-Удэ) в весовой категории до 52 кг. Тренеры — В. Ж. Ангархаев, Г. Б. Баймеев.

Заслуженный мастер спорта России (1994). Бронзовый призёр чемпионата мира (1993). Обладатель Кубка мира (1987), бронзовый призёр Кубка мира (1991). Бронзовый призёр чемпионата Европы (1994). Серебряный призёр Игр доброй воли (1990). Победитель международных турниров «Дан Колов» (1984), «Александр Медведь» (1987), «Иван Ярыгин» (1992), серебряный призёр международного турнира в Сеуле (1987). Серебряный призёр чемпионата РСФСР (1984). 

В сборной команде СССР/России с 1984 по 1996 год. Завершил спортивную карьеру в 1996 году.

С 2004 года работал государственным тренером сборной команды Бурятии по вольной борьбе.
В 2016 году был избран президентом Федерации спортивной борьбы Бурятии. В 2020 году стал Почётным президентом Федерации.

Был директором спортивной школы (ДЮСШ) № 12 в Улан-Удэ.

Скончался 16 августа 2020 года в Улан-Удэ после тяжёлой болезни.

## Спортивные результаты на чемпионатах СССР
- Чемпионат СССР по вольной борьбе 1986 года — ;
- Чемпионат СССР по вольной борьбе 1990 года — .

## Спортивные результаты на чемпионатах России
- Чемпионат России по вольной борьбе 1993 года — ;
- Чемпионат России по вольной борьбе 1995 года — .

## Признание
- Являлся Почётным гражданином Окинского района Бурятии.
- В селе Орлик проводится Республиканский турнир по вольной борьбе среди юношей и девушек на призы Сергея Замбалова.[4]